# Gianni Schicchi
Gianni Schicchi [ˈd͡ʒanːi ˈskikːi] ist eine Oper in einem Akt von Giacomo Puccini. Sie beruht auf einer Episode der Göttlichen Komödie von Dante Alighieri, das Libretto stammt von Giovacchino Forzano. Gianni Schicchi wurde mit den Einaktern Il tabarro und Suor Angelica zu der dreiaktigen Oper Il trittico („Das Triptychon“) verbunden. Die gemeinsame Uraufführung fand am 14. Dezember 1918 an der Metropolitan Opera in New York City statt.

## Entstehung
Giacomo Puccini wollte dem Publikum mit dem Trittico ein tragisches (Il tabarro), ein lyrisches (Suor Angelica) und ein heiteres Stück (Gianni Schicchi) an einem Abend bieten.
1917 legte der Librettist Giovacchino Forzano Giacomo Puccini die Bücher für Suor Angelica und Gianni Schicchi vor. Nachdem Puccini den tragisch-lyrischen Einakter Suor Angelica fertiggestellt hatte, begann er sogleich mit der Komposition der Opera buffa Gianni Schicchi. Grundlage waren die Verse 32 ff. im 30. Gesang des Inferno über den als „Kobold“ oder „Poltergeist“ (ital. folletto) im achten Kreis der Hölle tobenden Gianni Schicchi, der sich als Buoso Donati ausgibt und dessen Testament fälscht, um sich so das beste Pferd aus dessen Stall zu sichern.
Nach der Uraufführung wurde Il trittico eher selten als Gesamtwerk gespielt, wesentlich häufiger wird Gianni Schicchi als einzelne Oper aufgeführt, nicht zuletzt wegen der berühmten Arie O mio babbino caro („O mein geliebter Vater“), gesungen von der Tochter der Titelfigur in der Mitte des Stücks.

## Handlung
Die Oper spielt in Florenz im Jahr 1299.
- Ort: im Haus von Buoso Donati:

Mit scheinheiliger Anteilnahme ist die gierige Verwandtschaft um das Bett des toten Buoso Donati versammelt und gibt vor, dessen Ableben zu betrauern. Das Familienoberhaupt hat jedoch seinen Besitz einem Kloster vermacht. Alle denken nun darüber nach, wie das Testament zu ihren Gunsten interpretiert werden könnte. Am traurigsten sind Lauretta und Rinuccio, die unsterblich ineinander verliebt sind. Ohne die Erbschaft bekommt Rinuccio von seiner Tante Zita niemals die Erlaubnis, Lauretta, die Tochter von Gianni Schicchi, zu heiraten. Dieser ist für die hochwohlgeborene Verwandtschaft nur ein armer Zugereister, ein Emporkömmling. Wenn er reich wäre, sähe das schon etwas anders aus. Schicchi kommt nun ebenfalls ins Haus. In der Arie O mio babbino caro droht seine Tochter Lauretta mit Selbstmord, wenn er nicht hilft, die Erbschaft und somit die Hochzeit zu retten:
| O mio babbino caro, mi piace è bello, bello; vo’andare in Porta Rossa a comperar l’anello! Sì, sì, ci voglio andare! e se l’amassi indarno, andrei sul Ponte Vecchio, ma per buttarmi in Arno! Mi struggo e mi tormento! O Dio, vorrei morir! Babbo, pietà, pietà! | O mein geliebter Vater, ich liebe ihn, er ist so schön; ich will zur Porta Rossa gehen, um den Ehering zu kaufen! Ja, ja, ich will dorthin gehen! Und wenn ich ihn vergeblich liebte, würde ich zum Ponte Vecchio gehen, und mich in den Arno stürzen! Ich zerstöre und quäle mich! O Gott, ich möchte sterben! Vater, hab Mitleid, hab Mitleid! |

Da man in der Stadt noch nicht weiß, dass Donati verstorben ist, findet der gerissene Schicchi einen Ausweg. Er will sich ins Totenbett legen und dem Notar, als Donati, ein neues Testament diktieren. Der Arzt, der Donati gerade besuchen will, wird wieder weggeschickt. Man erzählt ihm, Donati schlafe.
Fast jeder aus der Verwandtschaft versucht nun, Gianni Schicchi zu bestechen, ihm das beste Stück der Erbschaft zu vermachen. Schicchi verkleidet sich als Donati und legt sich im abgedunkelten Zimmer ins Bett. Er ermahnt alle zum Stillschweigen, denn im Florenz der damaligen Zeit wurde Testamentsfälschung mit dem Verlust einer Hand und Verbannung bestraft, und lässt den Notar rufen. Der falsche Donati verteilt vor dem Notar das Vermögen unter der Verwandtschaft, vermacht sich selbst aber, als „bestem Freund“ des Verstorbenen, das meiste. Als die geprellten Erben nach der Verabschiedung des Notars ihre Wut über Schicchi zum Ausdruck bringen wollen, jagt dieser sie aus dem Haus, das nun ihm gehört; nur das glückliche Liebespaar bleibt zurück.

## Aufführungsgeschichte
Die Uraufführung des Trittico am 14. Dezember 1918 in der Reihenfolge Il tabarro, Suor Angelica und Gianni Schicchi an der Metropolitan Opera in New York City wurde vom Publikum positiv aufgenommen. Dirigent war Roberto Moranzoni, auf der Bühne wirkten u. a. Claudia Muzio, Geraldine Farrar, Flora Perini und Luigi Montesanto mit. Aufgrund der Reiseschwierigkeiten in der damaligen Nachkriegszeit war Puccini selbst nicht anwesend. Die erste Aufführung in Puccinis Heimatland Italien folgte am 11. Januar 1919 am Teatro Costanzi in Rom. Die Aufführung war ein Erfolg, vor allem der vergnügliche Gianni Schicchi wurde vom Publikum gefeiert. Im gleichen Jahr folgten Aufführungen in Buenos Aires, Rio de Janeiro und Chicago. Aufführungen im deutschsprachigen Raum folgten, in der Übersetzung Alfred Brüggemanns, am 20. Oktober 1920 an der Wiener Staatsoper und 1921 in Hamburg. 1928 wurde die Oper in Berlin an der Staatsoper gespielt.